# Lane Bradford
Lane Bradford (29 de agosto de 1922 – 7 de junio de 1973) fue un actor cinematográfico y televisivo estadounidense.

## Biografía
Su verdadero nombre era John Myrtland Le Varre Jr., y nació en Yonkers, Nueva York. Su padre era el actor John Merton (1901-1959), y su hermano, Bob LaVarre, fue también actor.
Bradford actuó en numerosas producciones televisivas y en westerns de serie B. Algunos de los filmes de ese género más destacados en los que actuó fueron Desperadoes' Outpost (1952), The Great Sioux Uprising (1953) y Apache Warrior (1957).
En las décadas de 1950 y 1960, y en los inicios de la de 1970, Bradford fue artista invitado en casi todas las series western importantes de la época. Así, actuó en la serie de ABC/Warner Brothers Colt .45 como Pete Jesup en el episodio de 1959 "The Devil's Godson", y también en los shows Hopalong Cassidy, The Lone Ranger (quince veces), Buffalo Bill Jr. (seis), Laredo (cinco), The Cisco Kid, Tales of the Texas Rangers (dos), Jefferson Drum, Johnny Ringo, Las aventuras de Rin tin tin (cinco), The Life and Legend of Wyatt Earp (seis), Cheyenne (siete), Wagon Train (ocho), El gran chaparral (dos), The Restless Gun (cuatro), Bonanza (catorce), Gunsmoke, The Travels of Jaimie McPheeters y Storefront Lawyers.
Bradford fue también invitado de la serie de antología de temática religiosa Crossroads. Otra serie en la que actuó fue el show de la CBS Perry Mason, en el que participó en dos episodios. Su última actuación llegó en la producción de la CBS Cannon.
Lane Bradford falleció a causa de una hemorragia cerebral el 7 de junio de 1973 en Honolulu, Hawái. Fue enterrado en Hawái.

## Selección de su filmografía
- 1940 Frontier Crusader
- 1947 Return of the Lash
- 1948 Dead Man's Gold
- 1948 Adventures of Frank and Jesse James
- 1949 Death Valley Gunfighter
- 1950 The Arizona Cowboy
- 1951 Wanted: Dead or Alive
- 1952 Oklahoma Justice
- 1951 Wells Fargo Gunmaster
- 1952 Man from the Black Hills
- 1952 Texas City
- 1953 Law and Order
- 1953 Savage Frontier
- 1954 Drums Across the River
- 1955-1959 Fury (serie TV de NBC), 4 episodios
- 1956 Aventuras de Superman (serie TV)
- 1957 Apache Warrior
- 1958 The Toughest Gun in Tombstone
- 1958 The Lone Ranger and the Lost City of Gold
- 1958 Richard Diamond, Private Detective (CBS)
- 1960 The Texan (CBS)[2]
- 1960 Bourbon Street Beat (ABC)
- 1960 Tate (NBC)
- 1963 The Gun Hawk
- 1963 The Dakotas (ABC)
- 1965 Shenandoah
- 1966 Batman (ABC)
- 1967 Dragnet (NBC)
- 1971 Shoot Out
- 1973 Hawaii Five-O (CBS)
- 1973 Cannon (CBS)